# Верякуші
Верякуші́ (рос. Верякуши, ерз. Верякуши) — село у складі Старошайговського району Мордовії, Росія. Входить до складу Новофедоровського сільського поселення.
Населення — 17 осіб (2010; 61 у 2002).
Національний склад (станом на 2002 рік):
- росіяни — 97 %